# Donjon de Colombières-sur-Orb
Le donjon de Colombières-sur-Orb est un site archéologique, vestige de l'ancien château de Caroz construit au XIVe siècle.
Inscrit au titre des monuments historiques, cet édifice se situe au lieu-dit « le Battut », commune de Colombières-sur-Orb, dans le département de l'Hérault.

## Historique
Le château dit de Caroz, Le Carous est au XIIe siècle possession des vicomtes de Carcassonne (voir Liste des vicomtes de Carcassonne). Cet enchâtellement est précoce et daté d'environ 1036, et seule la « Tour carrée » (donjon du XIVe siècle) au lieu-dit le Battut est toujours debout au-dessus du ruisseau d'Albine. Ce donjon fait l'objet d'un travail de restauration (2014).

## Protection
Ce donjon (A1 au cadastre) fait l’objet d’une inscription au titre des monuments historiques depuis le 28 juin 1939.

## Galerie

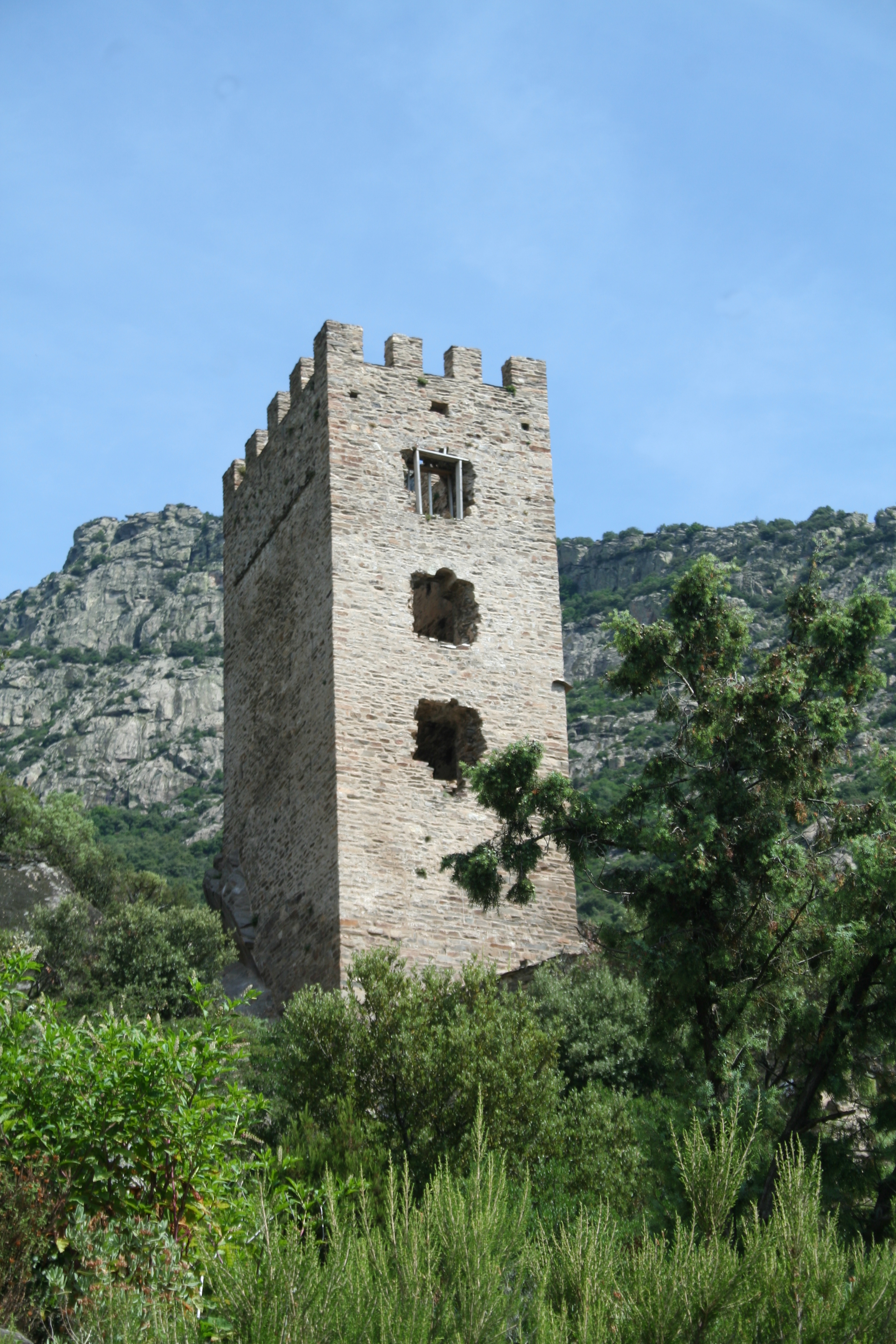
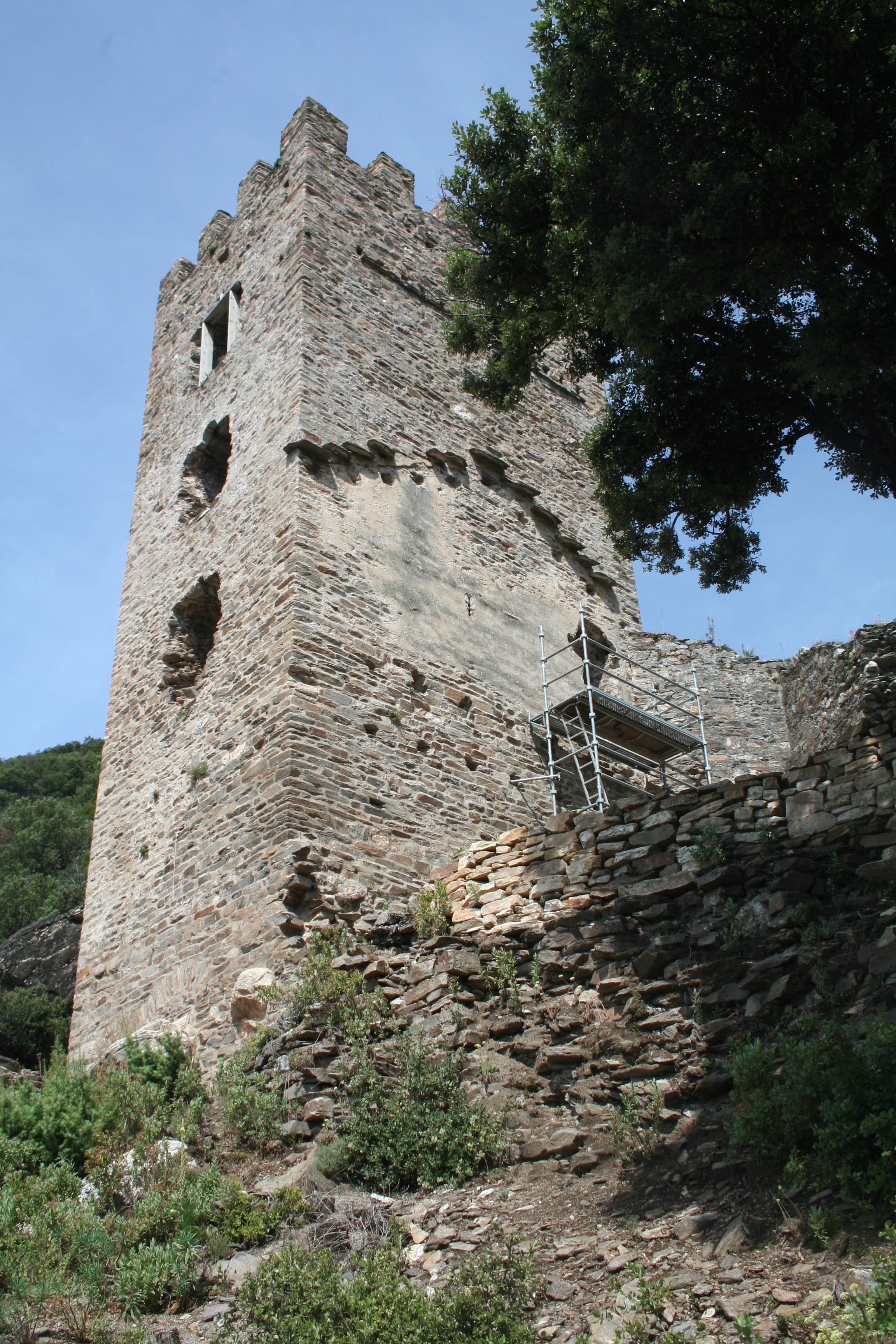